# Suíça nos Jogos Olímpicos de Verão de 1956
Suíça competiu nos Jogos Olímpicos de Verão de 1956, mas apenas nas competições de hipismo que se realizaram em Estocolmo, na Suécia.
Devido as regras de quarentena na Austrália, as provas equestres tiveram que ser disputadas alguns meses antes das demais competições em Melbourne, com a Suíça enviando nove ginetes para Estocolmo e conquistando a medalha de bronze na prova de adestramento por equipes. Foi a 13ª aparição do país nos Jogos Olímpicos.
Quando os Jogos começaram em Melbourne, a Suíça decidiu boicotar as demais competições em razão da invasão soviética na Hungria, no que foi acompanhada do Camboja, da Espanha e dos Países Baixos.

## Competidores
Esta foi a participação por modalidade nesta edição:
| Esporte | Masculino | Feminino | Total |
| ------- | --------- | -------- | ----- |
| Hipismo | 9         | 0        | 9     |
| Total   | 9         | 0        | 9     |

## Medalhas
| Atleta                                             | Esporte | Evento                   | Medalha |
| -------------------------------------------------- | ------- | ------------------------ | ------- |
| Henri Chammartin Gustav Fischer Gottfried Trachsel | Hipismo | Adestramento por equipes | Bronze  |

## Desempenho

### Hipismo
Adestramento
| Atleta                                             | Cavalo                | Evento     | Total   | Pos.              | Ref.  |
| -------------------------------------------------- | --------------------- | ---------- | ------- | ----------------- | ----- |
| Gottfried Trachsel                                 | Kursus                | Individual | 807.00  | 6º                | [ 5 ] |
| Henri Chammartin                                   | Wöhler                | Individual | 789.00  | 8º                | [ 5 ] |
| Gustav Fischer                                     | Vasello               | Individual | 750.00  | 10º               | [ 5 ] |
| Gottfried Trachsel Henri Chammartin Gustav Fischer | Kursus Wöhler Vasello | Equipes    | 2346.00 | Medalha de bronze | [ 6 ] |

CCE
| Atleta                                  | Cavalo              | Evento     | Adestramento | Adestramento | Cross-country | Cross-country | Cross-country | Saltos | Saltos  | Saltos | Total   | Total | Ref.  |
| Atleta                                  | Cavalo              | Evento     | Faltas       | Pos.         | Faltas        | Total         | Pos.          | Faltas | Total   | Pos.   | Faltas  | Pos.  | Ref.  |
| --------------------------------------- | ------------------- | ---------- | ------------ | ------------ | ------------- | ------------- | ------------- | ------ | ------- | ------ | ------- | ----- | ----- |
| Milo Gmür                               | Romeo               | Individual | 111.20       | 10º          | 227.31        | 338.51        | 32º           | 40.00  | 378.51  | 30º    | 378.51  | 30º   | [ 7 ] |
| Roland Perret                           | Erlfried            | Individual | 105.60       | 5º           | 259.58        | 365.18        | 34º           | 40.00  | 405.18  | 31º    | 405.18  | 31º   | [ 7 ] |
| Samuel Koechlin                         | Goya                | Individual | 150.00       | 40º          | 407.21        | 557.21        | 39º           | 20.00  | 577.21  | 33º    | 577.21  | 33º   | [ 7 ] |
| Milo Gmür Roland Perret Samuel Koechlin | Romeo Erlfried Goya | Equipes    | 366.80       | 5º           | 894.10        | 1260.90       | 8º            | 100.00 | 1360.90 | 8º     | 1360.90 | 8º    | [ 8 ] |

Saltos
| Atleta                                         | Cavalo                | Evento     | Rodada 1 | Rodada 1 | Rodada 2 | Rodada 2 | Total  | Total | Ref.   |
| Atleta                                         | Cavalo                | Evento     | Faltas   | Pos.     | Faltas   | Pos.     | Faltas | Pos.  | Ref.   |
| ---------------------------------------------- | --------------------- | ---------- | -------- | -------- | -------- | -------- | ------ | ----- | ------ |
| William de Rham                                | Va Vite               | Individual | 20.00    | =20º     | 16.00    | =18º     | 36.00  | =19º  | [ 9 ]  |
| Alexander Stoffel                              | Bricole               | Individual | 27.00    | =30º     | 32.00    | =33º     | 59.00  | =34º  | [ 9 ]  |
| Marc Büchler                                   | Duroc                 | Individual | 28.50    | 33º      | 36.00    | =39º     | 64.50  | 37º   | [ 9 ]  |
| William de Rham Alexander Stoffel Marc Büchler | Va Vite Bricole Duroc | Equipes    | 124.50   | 12º      | DNF      | DNF      | –      | –     | [ 10 ] |